# Dirk Carlson
Dirk Carlson est un footballeur international luxembourgeois, né le 1er avril 1998 à Portland aux États-Unis. Il évolue au poste d'arrière latéral au  SKN Sankt Pölten.

## Biographie

### En équipe nationale
Il reçoit sa première sélection en équipe du Luxembourg le 2 septembre 2016, en amical contre la Lettonie (défaite 3-1 à Riga). Il enregistre sa première victoire le 9 novembre 2017, en amical contre la Hongrie (victoire 2-1 à domicile).
Il participe aux éliminatoires du mondial 2018, à la Ligue des nations de l'UEFA 2018-2019, puis aux éliminatoires de l'Euro 2020.